# 高山市立北小学校上野分校
高山市立北小学校上野分校 （たかやましりつ きたしょうがっこう　うわのぶんこう）は、かつて岐阜県高山市に存在した公立小学校（分校）。

## 概要
- 現在の高山市上野町に存在した北小学校の分校であった。
- 1956年4月から1965年3月の間は、上野小学校として独立校であった。
- 小規模校であったことから、上野小学校の時期は、複合教育（三学級複合）のモデル校として岐阜県教育研修所に指定されていた。

## 沿革
大野郡大八賀村の上野地区（上野平）は荒地であり、住民は少なかった。太平洋戦争後の戦後開拓で入植者が増加し、その児童のために大八小学校の分校として開設された。その後、1953年に上野平用水の完成で農地が増加し住民も増加。住民の要望により1956年に小学校に昇格した。
- 1951年（昭和26年）4月 - 大野郡大八賀村上野平に大八小学校上野分校を設置。
- 1955年（昭和30年）4月1日 - 大八賀村が高山市に編入される。同時に高山市立大八小学校上野分校に改称する。
- 1956年（昭和31年）4月 - 独立し、高山市立上野小学校となる。
- 1965年（昭和40年）4月 - 大八小学校と高山市立東小学校〈旧〉が統合し、東小学校の新設により廃校。これにより上野小学校は北小学校に統合され、北小学校上野分校となる。
- 1968年（昭和43年）3月 - 上野地区が東小学校校区に変更され、東小学校に統合され、廃校。